# 通心粉鉛筆
通心粉鉛筆（日語：マカロニえんぴつMacaroni Empitsu）是日本搖滾樂團。他們所屬經紀公司為murffin discs，唱片公司為TOY'S FACTORY，簡稱為「マカえん」。

## 簡歷
- 2012年
  - 以はっとり（Vo/Gt）為中心在神奈川縣結成，成員全部畢業於音樂大學[2]。
  - 6月16日，他們在同一所大學的校園中進行了他們的第一次現場演出，並將這一天定為正式成立日期（此時長谷川大樹尚未加入，鍵盤由校園前輩支援），從那時起，他們主要在神奈川縣川崎市高津區武藏溝口站周圍的街道以及橫濱和東京的live house進行現場表演。
- 2015年
  - 1月21日，發布第一張全國流通盤《アルデンテ》。
  - 12月2日，發售第二張迷你專輯《エイチビー》。
- 2017年
  - 2月15日，發布第三張迷你專輯《s.i.n》。
  - 8月2日，發售第一張單曲《夏恋センセイション》。
  - 9月24日，サティ退團。
  - 12月6日，發布首張正規專輯《CHOSYOKU》。
- 2018年
  - 10月3日，發售第二張單曲《レモンパイ》。
- 2019年
  - 2月13日，發布第四張迷你專輯《LiKE》。
  - 9月11日，發布第五張迷你專輯《season》。首次登上Oricon公信榜周榜第5名，首次進入前10名。
- 2020年
  - 4月1日，發布第二張專輯《hope》。
  - 4月3日，はっとり登上THE FIRST TAKE演唱「青春と一瞬(Strings ver.)」。
  - 4月15日，全員登上THE FIRST TAKE，以樂團方式演出4月1日發行的專輯《hope》的主打曲《hope》。
  - 11月4日，發布第六張迷你專輯《愛を知らずに魔法は使えない》。
- 2021年
  - 4月21日，發布第七張迷你專輯《はしりがき》。
  - 7月20日，官方粉絲網站「OKKAKE」的付費會員服務開始。
  - 12月30日，獲得日本唱片大獎最佳新人獎。
- 2022年
  - 1月12日，發布第一張主流發行專輯《ハッピーエンドへの期待は》。
  - 6月22日，發布第八張迷你專輯《たましいの居場所》。
- 2023年
  - 1月6日，全員再次登上THE FIRST TAKE，演出串流平台上播放量累計突破3億次的歌曲，「なんでもないよ、」。
  - 1月18日，全員登上THE FIRST TAKE，演出新曲「リンジュ―・ラヴ」。
  - 3月8日，發布第三張主流出道單曲《wheel of life》。

## 成員

### 現任成員
- はっとり（1993年6月29日（31歲）- ）- 主唱、吉他
  - 本名為河野 瑠之介（こうの りゅうのすけ）
  - 出身於山梨縣中央市[3]
- 高野 賢也（たかの けんや，1993年7月16日（31歲） - ）- 貝斯、和聲
- 田辺 由明（たなべ よしあき，1989年5月30日（35歲） - ）- 吉他、和聲
- 長谷川 大喜（はせがわ だいき，1993年11月19日（31歲） - ） - 鍵盤、和聲

### 前成員
- サティ - 鼓手
  - 本名為佐藤 雅祥。
  - 於2017年9月24日製作第一張專輯《CHOSYOKU》期間退出。

### 支援樂手
- 久保田 潤 - 鼓手（ex. tonetone）
- 高浦“suzzy”充孝 - 鼓手（ex.Flight Academy ex.TEDDY）
- 奥村大爆発 - 鼓手（ex. ARCHAIC RAG STORE）
- 田辺 弘明 - 鼓手　吉他手田辺由明的弟弟

## 音樂作品

### 單曲

#### 數位發行單曲
| 配信日               | 名稱                                           | 日本告示牌最高排名 | 收錄CD                     |
| TALTO旗下發行        | TALTO旗下發行                                  | TALTO旗下發行      | TALTO旗下發行              |
| -------------------- | ---------------------------------------------- | ------------------ | -------------------------- |
| 2019年3月6日         | 青春與一瞬間（青春と一瞬）                     | -                  | season                     |
| 2019年8月7日         | Supernova                                      | -                  | hope                       |
| 2019年11月21日       | 遠心                                           | -                  | hope                       |
| 2020年2月7日         | 戀人遊戲（恋人ごっこ）                         | 52名               | hope                       |
| 2020年7月24日        | 溶けない                                       | -                  | 愛を知らずに魔法は使えない |
| 2020年9月21日        | 生きるをする                                   | -                  | 愛を知らずに魔法は使えない |
| 2020年10月17日       | mother                                         | -                  | 愛を知らずに魔法は使えない |
|                      |                                                |                    |                            |
| THE FIRST TAKE MUSIC |                                                |                    |                            |
| 2020年6月26日        | hope - From THE FIRST TAKE                     | -                  | 未收錄                     |
| 2020年6月26日        | 青春と一瞬(Strings ver.) - From THE FIRST TAKE | -                  | 未收錄                     |

| 配信日                | 名稱                  | 日本告示牌最高排名    | 收錄CD                   |
| TOY'S FACTORY旗下發行 | TOY'S FACTORY旗下發行 | TOY'S FACTORY旗下發行 | TOY'S FACTORY旗下發行    |
| --------------------- | --------------------- | --------------------- | ------------------------ |
| 2021年2月12日         | メレンゲ              | -                     | はしりがき               |
| 2021年5月28日         | 八月の陽炎            | 72名                  | ハッピーエンドへの期待は |
| 2021年10月12日        | トマソン              | -                     | ハッピーエンドへの期待は |
| 2021年11月3日         | なんでもないよ、      | 5名                   | ハッピーエンドへの期待は |
| 2022年4月15日         | 星が泳ぐ              | -                     | たましいの居場所         |
| 2022年10月9日         | あこがれ（2022 再錄） | -                     |                          |
| 2023年1月14日         | リンジュー・ラヴ      | 13名                  | 大人の涙                 |
| 2023年4月22日         | 愛の波                |                       | 大人の涙                 |

## 外部連結
- 官方网站 （页面存档备份，存于）
- 通心粉鉛筆的X（前Twitter）
- 通心粉鉛筆的Instagram帳戶
- マカロニえんぴつ （页面存档备份，存于）（@macaroniempitsu）- LINE
- YouTube上的通心粉鉛筆頻道
- マカロニえんぴつ | TOY'S FACTORY （页面存档备份，存于）